# クリプトン (香料)
クリプトン（英: Cryptone）は、化学式C9H14Oで表されるケトンの一種。d体とl体の光学異性体が知られている。

## 用途
石鹸用香料として使用される。重合しやすく、粘度を増し無香となる。

## 製造
天然には、d体はウォーターフェンネル油、l体はある種のユーカリの精油に存在する。工業的にはβ-フェランドレンの酸化、またはβ-ピネンあるいはサビネンから合成される。